# Grupa Janowska

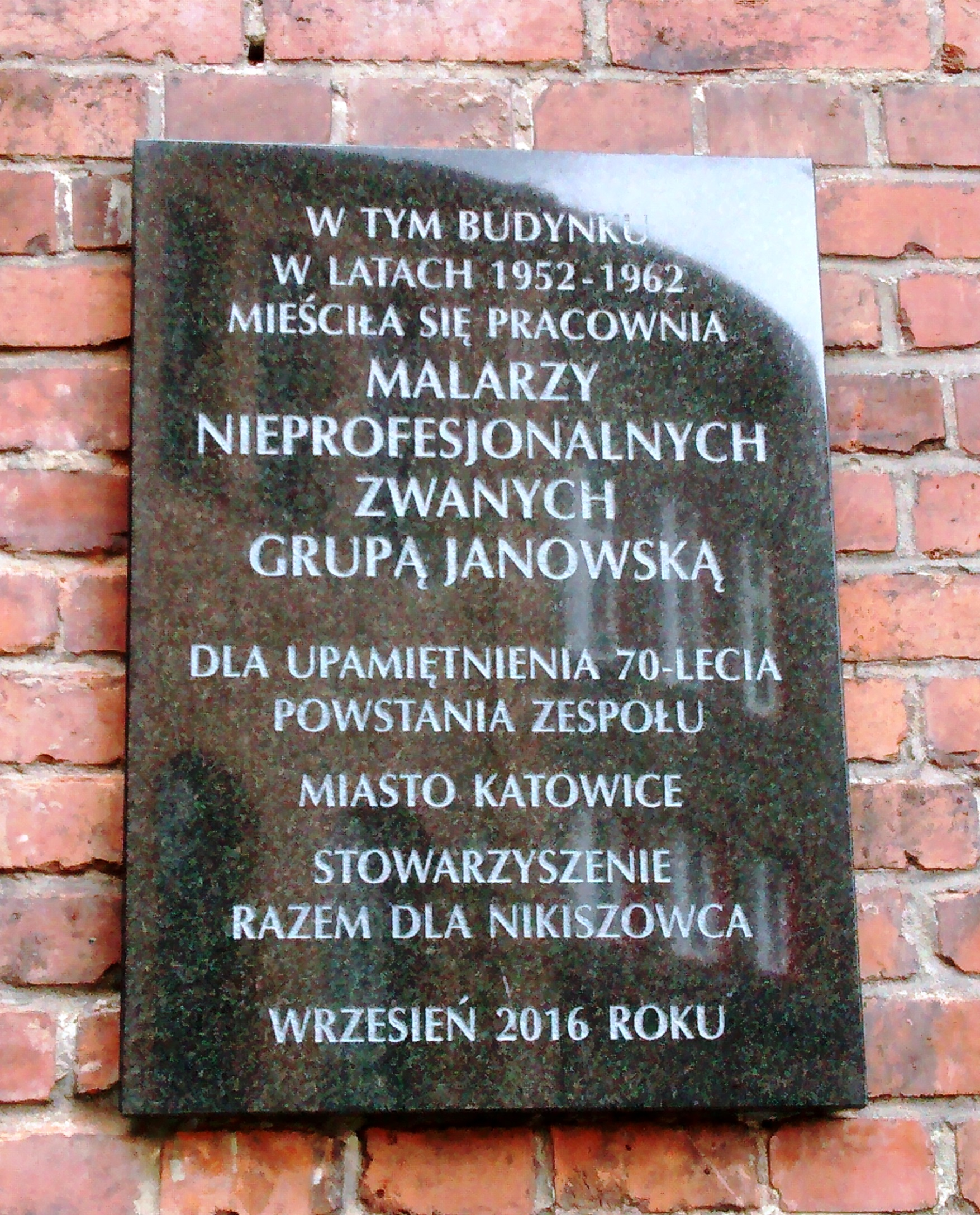
Tablica na budynku przy pl. Wyzwolenia 4 w Nikiszowcu, w którym Grupa Janowska miała swoją siedzibę w latach 1952–1962

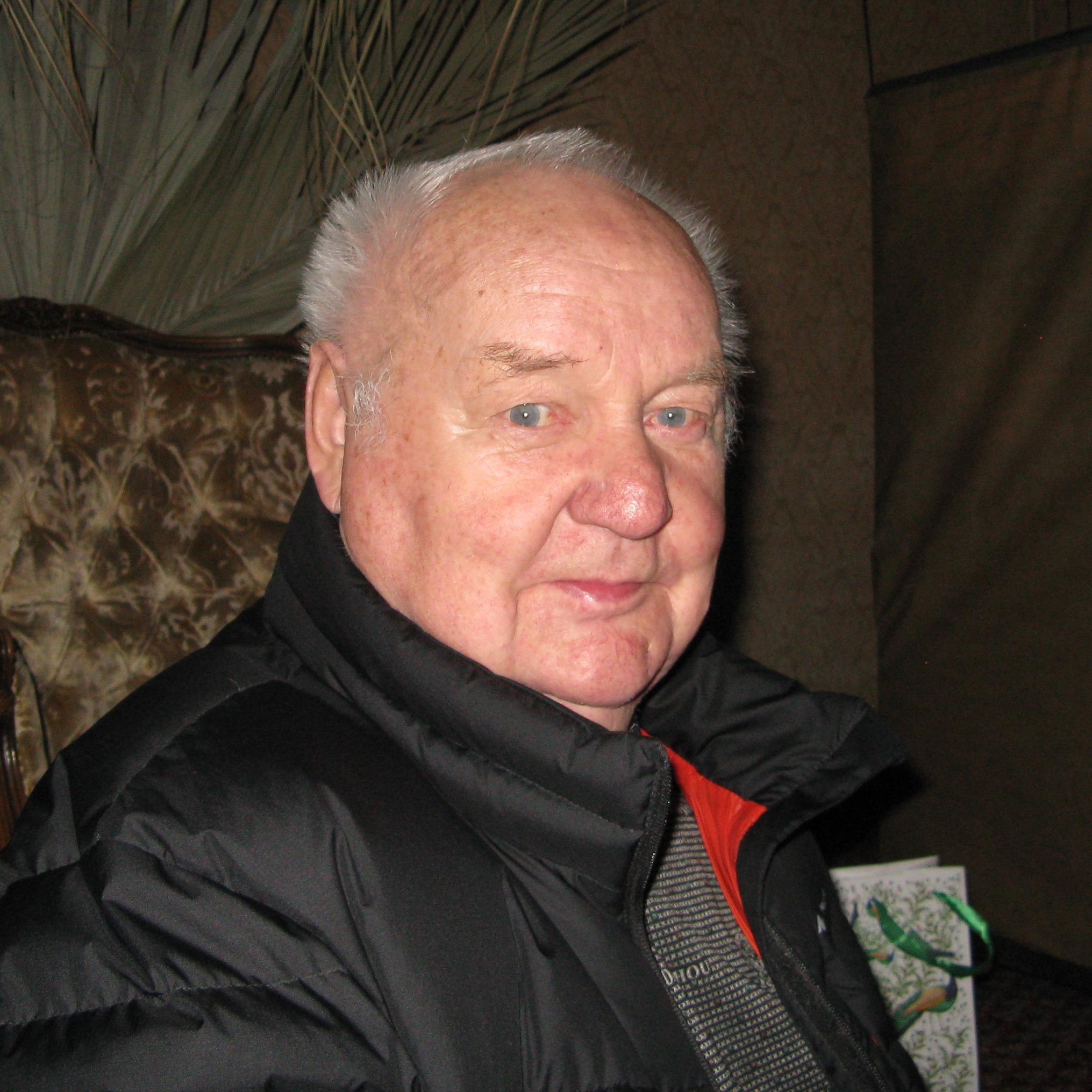
Erwin Sówka – malarz, członek Grupy Janowskiej (2018)

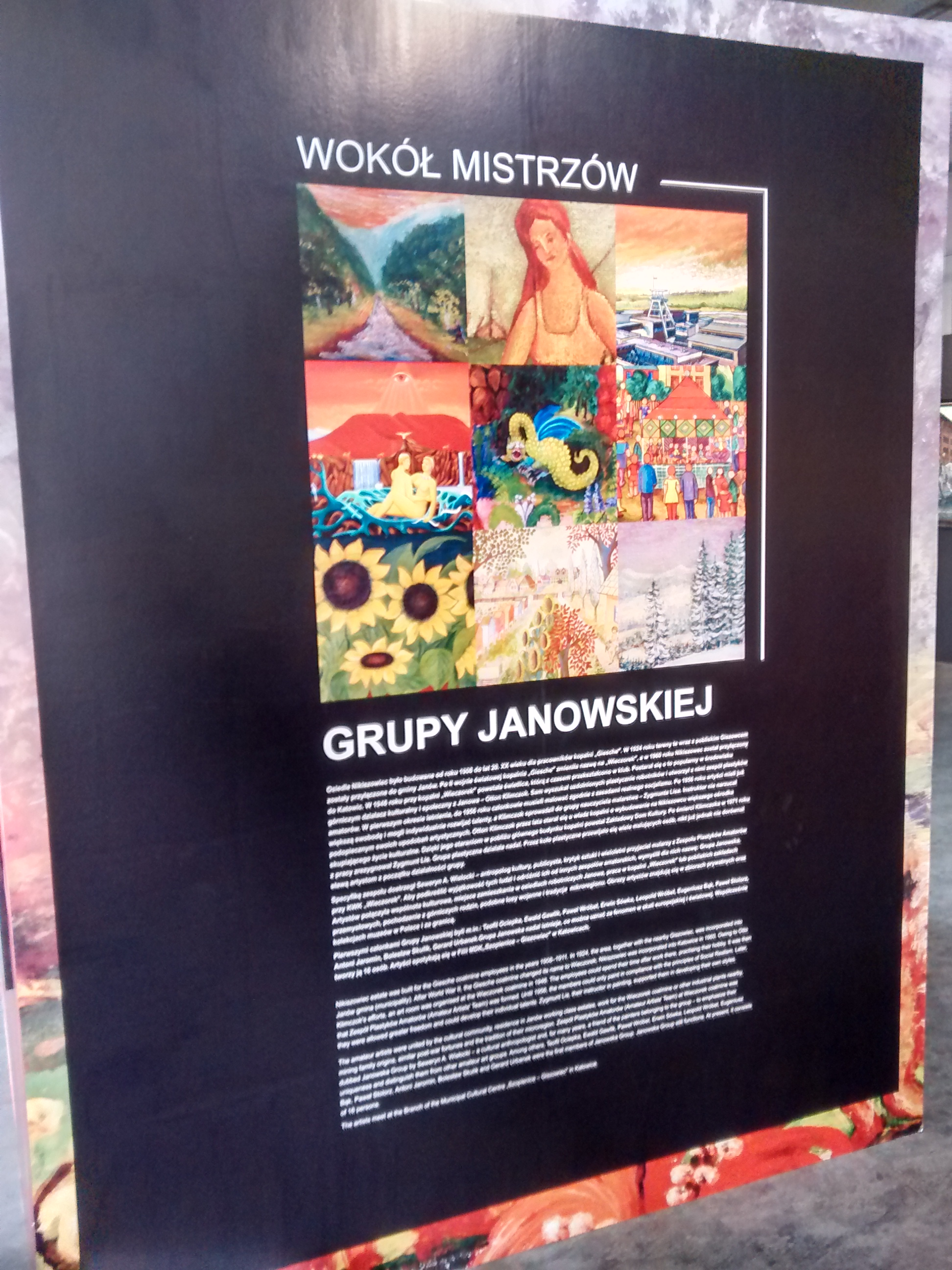
Wystawa „Wokół mistrzów Grupy Janowskiej” w Dziale Etnologii Miasta Muzeum Historii Katowic w Nikiszowcu

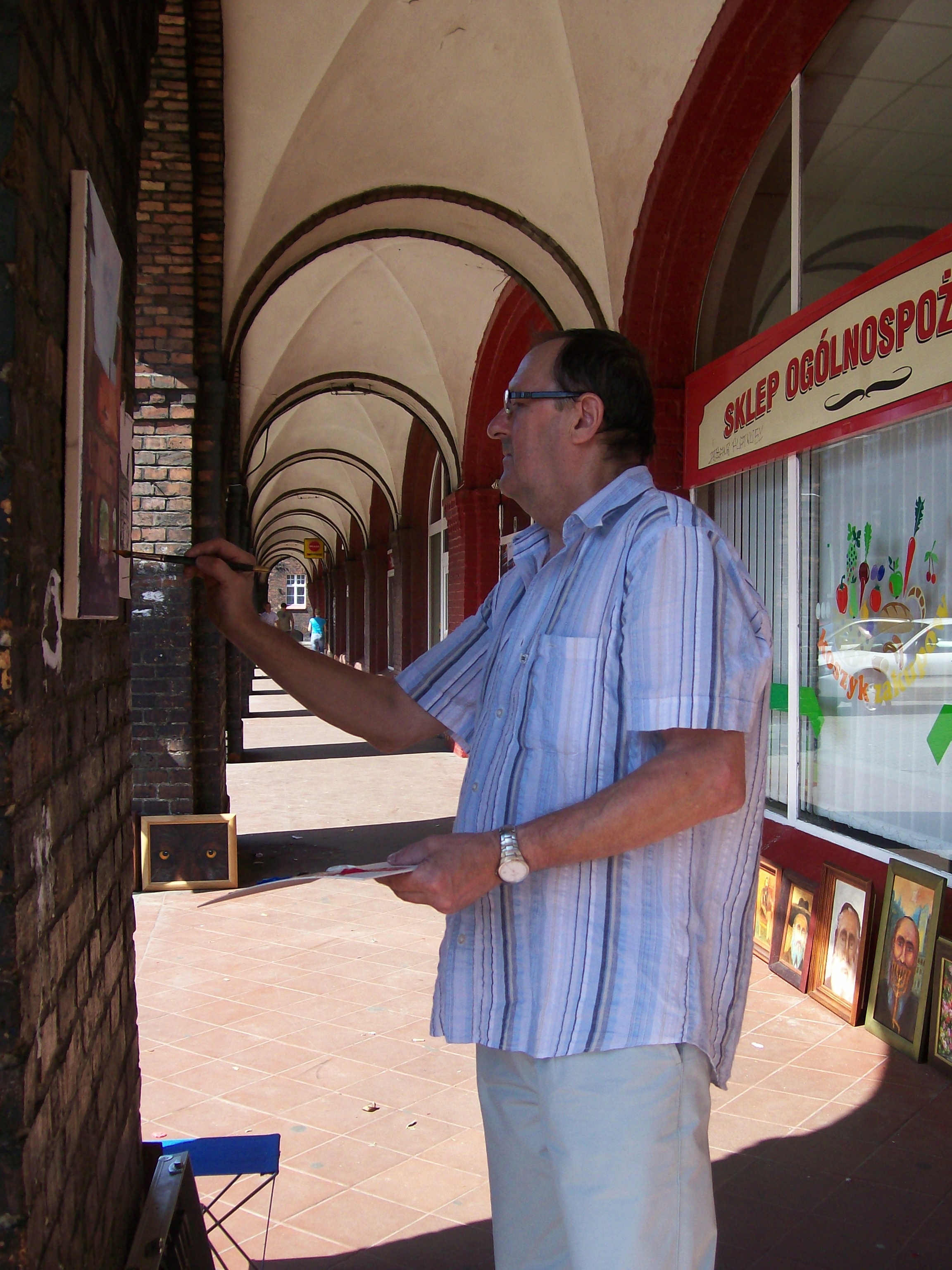
Helmut Matura malarz z Grupy Janowskiej.

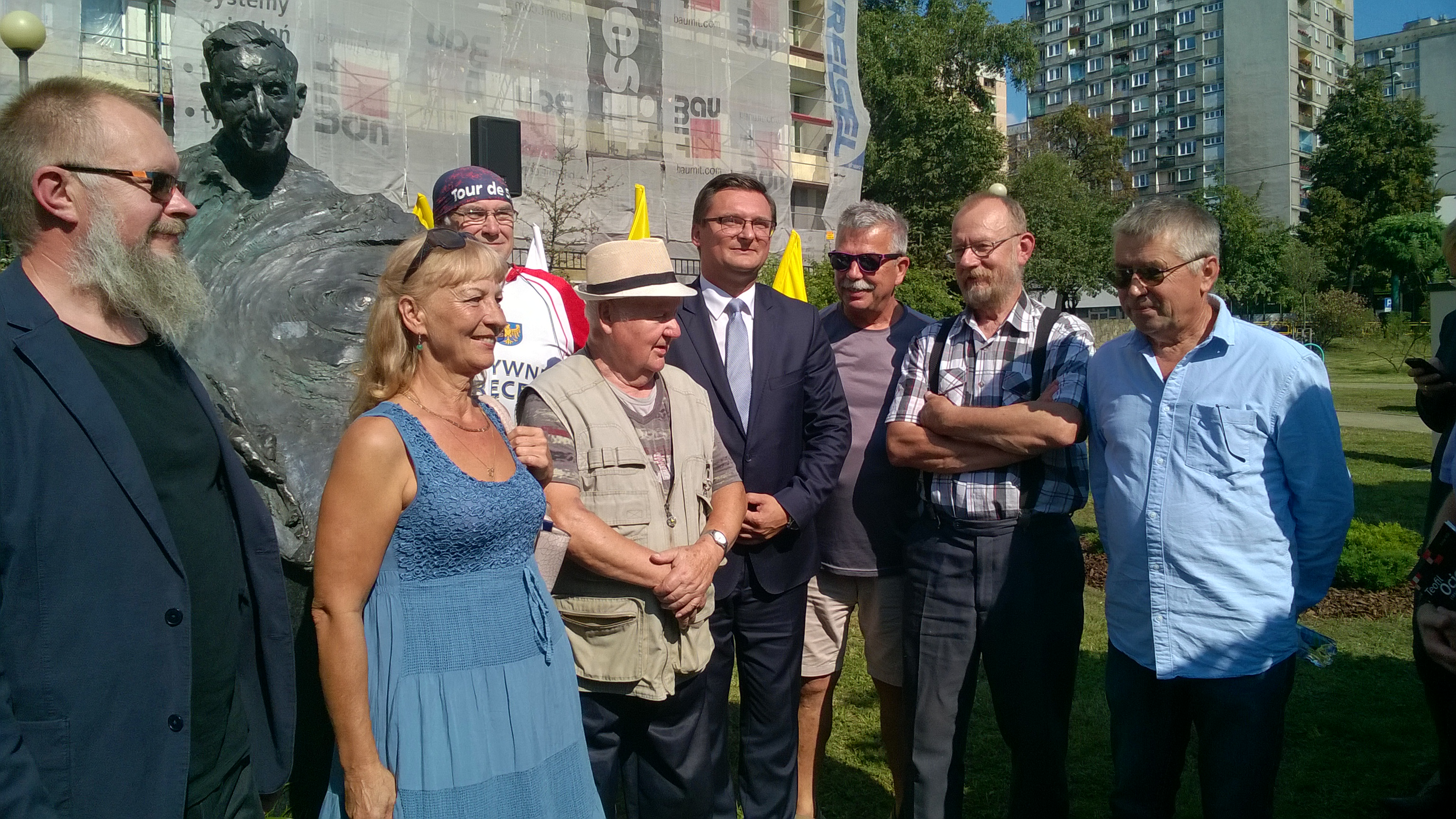
9 września 2016 w Katowicach na placu Grunwaldzkim odsłonięto rzeźbę upamiętniającą Teofila Ociepkę. Na zdjęciu od lewej: Jacek Kiciński - autor rzeźby, Sabina Pasoń - malarka i zarazem kierownik Grupy Janowskiej, Erwin Sówka - nestor Grupy Janowskiej, Marcin Krupa - prezydent Katowic oraz malarze Grupy Janowskiej: Zdzisław Majerczyk, Piotr Porada, Grzegorz Haiski, Jan Jagoda.

Grupa Janowska (oficjalna nazwa: Koło Malarzy Nieprofesjonalnych) – grupa malarzy amatorów z Janowa Śląskiego założona w 1946 roku.

## Historia Grupy
Początki Grupy Janowskiej sięgają lat 30. XX wieku i założonej przez Teofila Ociepkę gminy okultystycznej, której jedną z form ekspresji było malarstwo. Po drugiej wojnie światowej twórcy zgromadzili się w założonym przez Ottona Klimczoka Zakładowym Domu Kultury Kopalni „Wieczorek”.
W początkowym okresie, do 1956 ich twórczość spotykała się z krytyką, jako odstająca od kanonu socrealizmu. Niewątpliwie duży wpływ na twórców wywarły okultystyczne poglądy Teofila Ociepki. Uważał on, że twórczość malarska jest bożym posłannictwem i powinna przedstawiać problematykę zasadniczą, w tym istotny dla niego problem walki Dobra ze Złem. Traktowanie twórczości jako posłannictwa, mającego na celu wypełnienie misji, w istotny sposób odróżniało członków założycieli grupy janowskiej od innych twórców amatorów. Malarze spotykali się raz w tygodniu, w środy lub czwartki, i przedstawiali ocenie kolegów swoje prace. Były one poddawane ich surowej krytyce, czasami skrytykowani twórcy na miejscu niszczyli swoje prace. W 1956, na 15 lat opiekę nad malarzami objął Zygmunt Lis – absolwent krakowskiej ASP. Grupa uniknęła po wojnie represji dzięki opiece Izabeli Stachowicz, która miała stopień kapitana Urzędu Bezpieczeństwa.
W 1971 Otton Klimczok, w wyniku organizowanej na niego przez wiele lat nagonki, popełnił samobójstwo. Z pracy odszedł Zygmunt Lis. Skończył się okres świetności grupy. Jej przywódcą duchowym został Bolesław Skulik, a ukształtowany w poprzednim okresie sposób działania pozwalał utrzymać jeszcze przez pewien czas wysoki poziom twórczości.
W latach 70. i 80. XX wieku opiekunami grupy byli: najpierw Barbara Kaczmarczyk (do 1985), a następnie Adam Plackowski, a od 1989 do 2011 funkcję kierownika grupy pełnił Helmut Matura, związany z nią od lat 50., kiedy to należał do przykopalnianego zespołu plastycznego.
W latach 2011 do 2019 grupie przewodziła Sabina Pasoń, od roku 2023 funkcję tę przejęła Agnieszka Niczke-Kamińska.
Od 2000 siedzibą grupy jest Miejski Dom Kultury „Szopienice-Giszowiec” przy ul. Józefa Hallera 28 w dzielnicy Szopienice-Burowiec. Artyści spotykają się w pracowni plastycznej raz w tygodniu, w każdy wtorek w godzinach 11–19. 
Powstanie i funkcjonowanie grupy janowskiej często określane jest mianem fenomenu na skalę światową. 
Działalność Grupy Janowskiej została w fabularyzowanej formie przedstawiona w filmie Angelus.
W 70. rocznicę powstania Grupy Janowskiej 9 września 2016 w Katowicach na placu Grunwaldzkim odsłonięto rzeźbę upamiętniającą malarza oraz współzałożyciela grupy Teofila Ociepkę.

## Pierwsi członkowie „Grupy Janowskiej”
- Teofil Ociepka
- Paweł Wróbel
- Leopold Wróbel
- Eugeniusz Bąk
- Paweł Stolorz
- Ewald Gawlik
- Antoni Jaromin
- Bolesław Skulik
- Erwin Sówka
- Gerard Urbanek